# Bernard Lammek
Bernard Józef Lammek (ur. 13 sierpnia 1947 w Sierakowicach) – polski chemik, nauczyciel akademicki, profesor nauk chemicznych, w latach 2008–2016 rektor Uniwersytetu Gdańskiego.

## Życiorys
Syn Aleksandra. W latach 1953–1960 uczył się w szkole podstawowej w Sierakowicach. W 1964 ukończył I Liceum Ogólnokształcące im. Hieronima Derdowskiego w Kartuzach. Następnie studiował na Wydziale Chemicznym Politechniki Gdańskiej, gdzie w 1969 uzyskał tytuł zawodowy magistra inżyniera chemika. W tym samym roku rozpoczął pracę w kierowanej przez profesora Janusza Sokołowskiego Katedrze Chemii Organicznej na Wydziale Matematyki, Fizyki i Chemii Wyższej Szkoły Pedagogicznej w Gdańsku (uczelni, która w 1970 stała się częścią nowo powstałego Uniwersytetu Gdańskiego). Uzyskiwał następnie stopnie naukowe w zakresie nauk chemicznych – w 1977 doktora, a w 1988 doktora habilitowanego (na podstawie rozprawy Syntetyczne immunogeny peptydowe i analogi hormonów neuroprzysadkowych).
W latach 1979–1980 przebywał na stażu naukowym w Medical College of Ohio w Toledo, w latach 1988–1989 w Boston University Medical Center, odbył także kilkumiesięczny staż w na uczelni w Uppsali. W 1988 objął stanowisko docenta. W 1991 był wśród inicjatorów powołania odrębnego Wydziału Chemii Uniwersytetu Gdańskiego, brał udział wówczas w utworzeniu kierunku studiów ochrona środowiska. Przez dwie kadencje był prodziekanem tego wydziału, następnie w latach 1996–2002 pełnił funkcję jego dziekana. W 1991 objął na UG stanowisko profesora nadzwyczajnego, a w 1997 został profesorem zwyczajnym. W 1994 otrzymał tytuł profesora nauk chemicznych. W 1999 objął kierownictwo Katedry Syntezy Organicznej. W latach 2002–2008 był prorektorem ds. nauki, a w latach 2008–2016 rektorem Uniwersytetu Gdańskiego. Od 2022 honorowy profesor UG.
Autor i współautor ponad 120 artykułów, publikowanych m.in. w międzynarodowych czasopismach naukowych; promotor kilkunastu doktoratów. Został członkiem komisji ekspertów przy ministrze nauki i szkolnictwa wyższego, European Peptide Society i American Peptide Society. W pracy naukowej specjalizuje się w zakresie biochemii, chemii aminokwasów i peptydów, a także chemii organicznej.

## Życie prywatne
Żonaty, ma syna i córkę.

## Odznaczenia i wyróżnienia
- Krzyż Komandorski Orderu Odrodzenia Polski (2011)[7][8]
- Krzyż Kawalerski Orderu Odrodzenia Polski (1999)[1]
- Złoty Krzyż Zasługi (1990)[2]
- Medal Komisji Edukacji Narodowej (1995)[4]
- Złoty Medal Uniwersytetu Gdańskiego „Bene merito et merenti” (2017)[9]
- Medal Stulecia Niepodległości, wyróżnienie przyznane przez prezydenta Gdańska (2018)[10]
- Medal 100-lecia Towarzystwa Przyjaciół Nauki i Sztuki w Gdańsku, Gdańskiego Towarzystwa Naukowego, Gdańskiego Towarzystwa Przyjaciół Sztuki (2022)[2]
- Nagroda Ministra Nauki i Szkolnictwa Wyższego za osiągnięcia organizacyjne na rzecz UG (sześciokrotnie)[2]
- Nagroda Parlamentu Studentów Rzeczypospolitej Polskiej w VII edycji konkursu „PROstudent” w kategorii wykładowca roku (2010)[11]